# Łyska (Pasmo Pewelskie)
Łyska – wzgórze na południowo-zachodnim krańcu Pasma Pewelskiego. Poziomicowa mapa Geoportalu podaje wysokość 613,8 m, mapa Compassu 640 m. Pasmo Pewelskie w regionalizacji fizycznogeograficznej Polski według Jerzego Kondrackiego zaliczane jest do Beskidu Makowskiego, w nowszej regionalizacji z 2018 roku do Pasm Pewelsko-Krzeszowskich.
Administracyjnie długi grzbiet Łyski znajduje się w granicach miasta Żywiec oraz wsi Rychwałd i Rychwałdek w województwie śląskim, w powiecie żywieckim.
Łyska ma 3 szczyty i tworzy wydłużony, niski grzbiet całkowicie porośnięty lasem. Jego południowy koniec opada do doliny rzeki Koszarawa i jej dopływu – potoku Młynówka, ze stoków północno-wschodnich wypływają potoki Moszczanka i Nawieśnik, z południowo-zachodnich potok uchodzący do Koszarawy. Wschodni kraniec grzbietu opada do przełęczy oddzielającej go od dalszych wzniesień Pasma Pewelskiego (a dokładniej wzniesienia Barutka).
W przeszłości przez szczyt Łyski biegła granica między dwoma wielkimi miejscowymi majątkami ziemskimi: państwem żywieckim i państwem ślemieńskim. Żywiecki wójt Andrzej Komoniecki przedstawiając w „Dziejopisie Żywieckim” przebieg tej granicy (na przełomie XVII i XVIII w.) podawał, że prowadzi ona ...granicami rychwalskiemi do kopców w górę, aż na wierch góry Łyski, gdzie kopiec usuty jest. Od tego kopca wierzchem Łyski do kopca narożnego rychwalskiego, stąd zaś do granic Małego Rychwałdku.
Ze szczytu Łyski rozciąga się panorama na Beskid Makowski, Żywiecki i Mały. Przy odpowiedniej widoczności widać nawet szczyty Tatr Zachodnich.

## Turystyka
Na Łyskę prowadzi spacerowy szlak turystyczny oznaczony kolorem czarnym, od Katedry w Żywcu, przez park, aż na szczyt góry.
W budynku starej szkoły działa „Pensjonat pod Łyską”.